# پلوراتا
پلوراتا (به انگلیسی: Pelverata) یک شهرک در استرالیا است که در Huon Valley Council واقع شده‌است.